# 若林純
若林 純（わかばやし じゅん、1948年1月19日 - ）は、日本の経営者。エイチ・ツー・オー リテイリング社長を務めた。大阪府豊中市出身。

## 経歴・人物
1970年（昭和45年）に慶應義塾大学法学部を卒業し、同年に阪急百貨店に入社。2年間外商での経験を積んで以降はずっと経理部門を担当していた。2000年（平成12年）に取締役に就任し、2004年（平成16年）に専務執行役員兼代表取締役となった。
阪急百貨店と阪神百貨店の経営統合に伴い、阪急百貨店会長の椙岡俊一からグループ経営には最適な人材であると評価され、経営の中心を担うことになった。周囲からも「とにかく誠実」で、企業文化の異なる会社同士を融合させるにふさわしい人物とみられていた。2007年（平成19年）10月からエイチ・ツー・オー リテイリング社長へ就任し、2014年（平成26年）3月まで務めた。
在任中は個人プレーではなく、団体戦に強い百貨店を目指した。阪神百貨店との経営統合のほか、髙島屋との経営統合検討やその断念、四条河原町阪急や旧神戸阪急の閉鎖、阪急百貨店うめだ本店の建て替えなどに取り組んだ。四条河原町阪急の閉鎖は2010年（平成22年）秋を予定していたが、「夏の終わりを一つの区切りにした。撤去工事の段取りもあり、お盆の後が良いと考えた」として同年夏に前倒しした。エイチ・ツー・オー リテイリングが髙島屋との経営統合を2010年に中止したことには、株主の間に期待を抱かせたことへの反発もあったが、金融危機を受けた消費低迷に関して2社がそれぞれ経営戦略の質的向上を目指すことへの理解を求めた。
趣味は海釣りとドライブ。妻との間に2人の息子がいる。